# Эзогелин

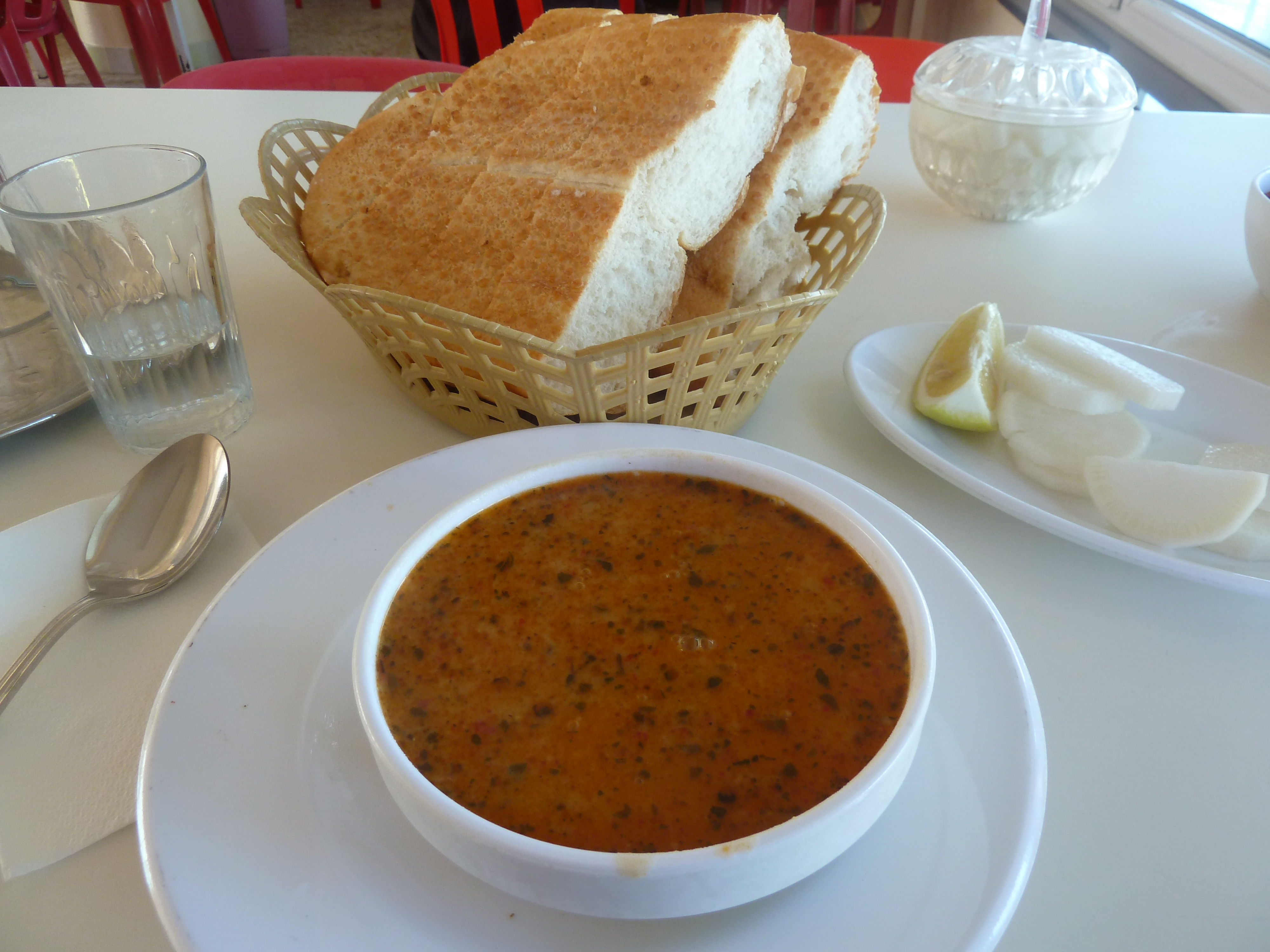
Суп эзогелин, сервированный с хлебом

Эзогелин чорбасы (тур. Ezogelin çorbası), также эзогелин чорба, суп эзогелин или «суп невесты» — традиционный суп турецкой кухни. Основными ингредиентами супа являются булгур и красная чечевица. Происхождение супа приписывают невесте, девушке по имени Эзо из турецкого города Газиантеп.

## Приготовление
Эзогелин чорбасы готовят из томатов или томатной пасты, риса, булгура и красной чечевицы. Также в списке ингредиентов: бульон или вода, сливочное или оливковое масло, острый перец, чеснок, специи (тимьян, мята) и лимон. Булгур и чечевицу предварительно замачивают. Лук пассеруют с томатом, чесноком и бульоном. Бульон или воду доводят до кипения и добавляют булгур и чечевицу, затем лук с томатной пастой. Варят до готовности крупы, часто помешивая, чтобы она не пригорела. Приправляют перцем, сумахом, мятой, тимьяном. Украшают дольками лимона.

## История
Эзогелин переводится как «Эзо-невеста». Происхождение этого супа приписывают девушке по имени Эзо (настоящее имя Зёхре Бозгейик, родилась в 1909 году) которая жила в деревне Докузьол недалеко от Газиантепа в начале XX века. По легенде путешественники, которые проезжали деревню, следуя по караванному пути, восхищались её красотой. Многие мужчины хотели на ней жениться, и семья Эзо надеялась найти достойную пару для дочери. К сожалению, Эзо не повезло, когда дело дошло до супружеского счастья. Её первый муж был влюблен в другую женщину, и она развелась с ним из-за жестокого обращения. Второй брак, по имеющимся данным, в 1936 году привел её в Сирию, где она стала скучать по своей деревне и столкнулась с проблемами в общении со свекровью. Легенда гласит, что именно для неё Эзо создала этот суп. Родив 9 детей, Эзо умерла от туберкулёза в 1950-х годах и с тех пор стала турецкой легендой, которую изображают в популярных фильмах и оплакивают в народных песнях. Этот суп теперь подают невестам, чтобы поддержать их. По другим источникам, в некоторых регионах Турции каждая невеста перед своей свадьбой должна сварить суп Эзо.
Дочь Эзо, 71-летняя Джелиле Бозгейик, проживавшая в Сирии, переехала в турецкий Газиантеп, спасаясь от войны.